# Daria (Zeichentrickserie)
Daria ist eine US-amerikanische Zeichentrickserie, die von 1997 bis 2002 vom Fernsehsender MTV ausgestrahlt wurde. Die Hauptfigur ist das Teenagermädchen Daria Morgendorffer, das ursprünglich eine Nebenfigur in der Serie Beavis and Butt-Head war.
Am 21. Juni 2018 wurde verkündet, dass ein Reboot der Serie mit dem Titel Daria & Jodie in Entwicklung sei. Die Serie soll exklusiv auf dem Streamingdienst Hulu starten.

## Inhalt
Als Serie mit zumeist in sich geschlossenen Episoden hat Daria einige durchgehende Handlungsstränge. Erzählt wird das alltägliche Leben eines sowohl übermäßig intelligenten als auch zynischen Teenagermädchens in einem amerikanischen Vorort. Hauptthemen sind das Abweichen vom Mainstream, Oberflächlichkeit, Schul- und Arbeitsalltag, Gruppenzwang, Familienkonflikte und erste Beziehungen.
Die Show folgt der Titelheldin Daria nach ihrem Umzug von Highland nach Lawndale durch ihre Jahre in der High School und endet mit Darias Schulabschluss und der Annahme im College. Daria und ihre beste (und einzige engere) Freundin, die künstlerisch talentierte Jane, verbringen die meiste Zeit damit, über ihre Klassenkameraden und deren Fixierung auf Ruf und Aussehen herzuziehen, eine Eigenschaft, die Darias jüngere Schwester Quinn beispielhaft vorlebt.
Hauptschauplatz der Handlung ist zumeist die Lawndale High School bzw. Klassenexkursionen. Neben Thematiken wie missglückten Spendensammlungen, peinlichen Minijobs, missbrauchten Kunstprojekten, Schönheitsoperationen, Modelkarrieren und den berüchtigten „außerschulischen Aktivitäten“ (zwecks Collegebewerbung) werden auch komplexere Themen im Hintergrund episodenübergreifend behandelt, so etwa ein schwelender Konflikt um die Führerschaft in der Mädchenclique „Fashion-Club“, eine heimliche erste Schwärmerei Darias zu Janes Bruder Trent, eine durch eine geschiedene Ehe frustrierte Lehrerin, welche ausgerechnet im absolut unmännlichsten Lehrer ihre nächste große Chance findet, sowie die traumatisch-amüsanten Kindheitserinnerungen von Darias Vater an seinen Vater „Mad Dog“, seinen Ausbilder „Colonel Ellenbogen“ an der Militärschule und seinen Ex-Chef „Mini-Mussolini“.
Ab der 4. Staffel sind jedoch immer deutlichere Veränderungen zu beobachten; so war Daria anfänglich in Janes Bruder Trent verliebt, vertraute sich ihm aber nie an. Ihre Liebe blieb unerwidert, obwohl nicht klar wurde, ob Trent in ihr möglicherweise mehr als nur eine gute Freundin sah. Im Laufe der 4. Staffel beginnt Jane eine Beziehung mit Tom Sloane, dem Sohn einer der wohlhabendsten Familien der Stadt. Daria steht Tom zunächst ablehnend gegenüber, jedoch kommen sich die beiden im Laufe der Staffel näher, bis es in der letzten Folge der Staffel zu einem Kuss kommt. Die Beziehungen zwischen Jane, Tom und Daria liefern den Hauptstoff für den Rest der Serie.
Auch in der Beziehung zwischen Daria und Quinn sind Veränderungen festzuhalten: Während am Beginn der Serie Quinn gegenüber ihren Freunden abstreitet, mit Daria verwandt zu sein, oder sie als „entfernte Cousine“ abtut, bessert sich das Klima zwischen den beiden langsam, bis Quinn schließlich vor ihren Freunden zu ihrer Schwester steht.
Der erste Film Is It Fall Yet? liegt zeitlich zwischen der 4. und 5. Staffel. Während Daria von ihrer Mutter gezwungen wird, in einem Sommerferien-Camp für Kinder mitzuwirken, und den nicht minder zynischen Link kennenlernt, besucht Jane eine Künstler-Kolonie und deren korrumpierte Belegung – inklusive eines pseudo-intellektuellen Kunststars und einer bisexuellen Mitbewohnerin. Quinn verliebt sich in ihren Ferien-Tutor, wird jedoch zum ersten Mal von einem Jungen zurückgewiesen.
Im zweiten Film, Is It College Yet?, welcher nach dem Ende der Serie bzw. der 5. Staffel spielt, verlassen Daria, Jane sowie die meisten Mitschüler die High-School, bewerben sich bei unterschiedlichen Colleges und versuchen ihren neuen Weg zu finden. Die Beziehungen der Haupt- und Nebencharaktere werden z. T. drastisch umgewälzt.
Daria beendet ihre Beziehung zu Tom wieder und wird mit Jane zusammen in zwei verschiedene, jedoch räumlich nahe liegende Colleges gehen. Quinn erweitert ihren geistigen und sozialen Horizont und Stacey lernt es, Sandi zu widersprechen, wodurch der Fashion-Club vom Namen her zerbricht. Mr. DeMartino kann Mr. O’Neills Beziehung zu Ms. Barch nicht beenden – ihre Hochzeit bahnt sich weiter an. Der ewige Footballspieler und Klassenclown Kevin bleibt sitzen und seine Beziehung zur Cheerleaderin Brittany scheint aufgrund ihrer Collegeaufnahme ungewiss zu enden.

## Charaktere

### Die Morgendorffers

#### Daria
Daria Morgendorffer ist eine hochintelligente, zynische Schülerin mit braunen Haaren und einer runden Brille. Die meisten Dinge, die von ihrer Familie oder ihren oberflächlichen Mitschülern geäußert werden, kommentiert sie mit Sarkasmus, welcher von den meisten Gesprächspartnern missverstanden oder überhört wird. Ihre Stimme ist dabei fest, monoton und lässt kaum Gefühle erkennen. Meistens ist sie schonungslos ehrlich und macht sich kaum Gedanken darum, ob ihre Äußerungen höflich oder der Situation angemessen sind. Zwar zeigt Daria exzellente schulische Leistungen und hat eine hohe Allgemeinbildung, lässt sich jedoch nie dazu überreden, längere Zeit an außerschulischen Aktivitäten teilzunehmen oder einem Club beizutreten. Sie liest sehr viel und schreibt auch selbst, hauptsächlich Kurzgeschichten. Ihr Zimmer ist spartanisch eingerichtet, abgedunkelt und über ihrem Computer hängt ein großes Kafka-Plakat. Sie ist häufig bei ihrer besten Freundin Jane oder sieht sich die fiktive Fernsehserie Sick Sad World an, in der makabere oder absurde Geschichten gezeigt werden. Wie die meisten Figuren in der Serie trägt Daria fast immer die gleiche Kleidung: ein oranges Shirt, eine grüne Jacke mit breitem Kragen, einen schwarzen Rock und schwarze Stiefel.

#### Quinn
Darias jüngere Schwester Quinn stellt in fast allem das genaue Gegenteil von Daria dar. Sie ist oberflächlich, macht sich große Sorgen um ihre Popularität und datet jedes Wochenende einen anderen Jungen. Mit ihrer Schwester kommt sie nur schlecht aus und behauptet in der Öffentlichkeit stets, Daria sei ihre Cousine, Austauschschülerin oder das Hausmädchen. Als Vizepräsidentin des „Fashion Clubs“ ist Quinn zwar auf Sandis Präsidentinnenamt aus, gibt sich aber die allergrößte Mühe, nie etwas auch nur annähernd Kränkendes zu dieser zu sagen, und belügt sie daher häufig. Im Laufe der Serie wird allerdings deutlich, dass sie einen gewissen intellektuellen Vorsprung den anderen Fashion-Club-Mitgliedern gegenüber hat und sich manchmal nur verstellt, um akzeptiert zu werden. Quinn hat langes rotes Haar, sie trägt meist Jeans und ein rosa T-Shirt.

#### Helen
Darias Mutter Helen ist eine erfolgreiche Anwältin und liebt ihren Job. Sie ist stets in ihrem rosa Kostüm anzutreffen und trägt eine geschäftsmäßig auftoupierte Frisur. Oft wird gezeigt, wie sie erst nachts nach Hause kommt oder daheim ständig Anrufe von ihrer Arbeit bekommt. Sie sorgt sich jedoch auch sehr um ihre Töchter, besonders deren Beziehungen, und zeigt sich meist äußerst verständnisvoll. Sie hat eine bessere Verbindung zu den Mädchen als deren Vater, Jake. Um Quinn und Daria zu unliebsamen Aufgaben zu überreden, schließt sie oft Deals mit ihnen ab, die Geld beinhalten.

#### Jake
Darias Vater Jake steht meistens als etwas konfus da und bricht oft wegen alltäglicher Kleinigkeiten in Panik aus. Er führt eine mehr schlecht als recht laufende Beratungsagentur, „Jake Morgendorffer Consulting“. Häufig sagt er versehentlich verstörende oder unpassende Dinge oder missversteht andere Familienmitglieder. Running Gags sind seine Aussprüche „Hey, Kiddoh!“, „Damn it!“ und „Lousy…“, seine hysterischen Schreie sowie seine mangelnden Kochkünste.

### Die Lanes

#### Jane
Jane ist Darias beste und einzige engere Freundin und leidenschaftliche Künstlerin. Ständig sieht man sie an Gemälden oder Skulpturen arbeiten. Die Entwicklung ihres persönlichen Stils und die Schwierigkeiten eines Künstlerlebens sind eines der häufigsten Motive der Serie. Jane hat einen schwarzen Bob, stechend blaue Augen und drei Piercings im linken Ohr. Im Gegensatz zu Daria schläft sie gern sehr lang und vernachlässigt die Schule. Sie ist das jüngste Kind der Familie Lane und hat sehr viele Geschwister, die jedoch größtenteils nicht mehr zu Hause wohnen und alle einen alternativen Lebensstil pflegen. Die Eltern legen eine Laissez-faire-Erziehung an den Tag und tauchen ebenfalls selten auf; meistens sind Jane und Trent allein zu Hause zu sehen. Jane teilt Darias Humor und zynische Art; soziale Kontakte kosten sie jedoch weniger Überwindung. Jane trägt meistens eine rote Jacke und ein schwarzes T-Shirt mit grauen Shorts, einer schwarzen Strumpfhose und kniehohen Schnürstiefeln.

#### Trent
Janes älterer Bruder Trent hat die High School schon abgeschlossen, wohnt aber noch zu Hause und faulenzt den ganzen Tag. Er ist Leadsänger in der Grunge-Band „Mystik Spiral“ und versucht regelmäßig, tiefsinnige Songtexte zu verfassen, was aber bloß in schlechten Reimen und zusammengewürfelten Metaphern endet. Trent hat schwarze, zerzauste Haare und Tattoos. Er trägt meistens ein khakifarbenes T-Shirt und spricht mit einer rauen Stimme. In den ersten beiden Staffeln ist Daria ein bisschen in ihn verliebt.

### Schüler

#### Sportler

##### Kevin Thompson
Kevin ist der Quarterback des Schul-Footballteams. Er ist sehr selbstgefällig, aber äußerst unintelligent und entspricht damit dem amerikanischen Stereotyp des Dumb Jock. Er braucht lange, um auf Ideen zu kommen, liegt dann aber doch meist falsch. Er trägt immer seine Schulterpolster und sein Trikot.

##### Brittany Taylor
Brittany ist die feste Freundin von Kevin Thompson und ebenfalls nicht besonders schlau. Sie ist Cheerleaderin und äußerst beliebt. Allerdings ist sie im Gegensatz zu Kevin und dem „Fashion-Club“ weniger arrogant und gibt sich Mühe bei dem, was sie tut. Brittany hat blonde Haare, die sie in zwei Zöpfen trägt, und ist fast immer in ihrer Cheerleaderuniform anzutreffen.

#### Fashion-Club

##### Sandi Griffin
Sandi ist die Präsidentin des „Fashion Clubs“, missgünstig und duldet es nicht, dass von irgendeinem anderen Mitglied Entscheidungen gefällt werden. Absichtlich fasst sie Äußerungen ihrer Freundinnen, besonders Quinns, als Beleidigungen auf, um sie durch ständige Entschuldigungen unterwürfig zu machen. Sie hat braunes, welliges Haar und spricht mit einer sonoren Stimme.

##### Tiffany Blum-Deckler
Tiffany ist ein hübsches, asiatisches Mädchen, das meistens ein hellblaues Kleid trägt. Sie wird als das dümmste Mitglied des „Fashion Clubs“ dargestellt. Ständig beobachtet sie sich im Spiegel und ihre Äußerungen sind an Inhaltslosigkeit nicht zu überbieten. Manchmal wiederholt sie einfach nur das zuletzt gesagte Wort, wobei sie mit einer weichen, langsamen, monotonen Stimme spricht.

##### Stacey Rowe
Das vierte Mädchen im „Fashion Club“, Stacey Rowe, hat einen starken Minderwertigkeitskomplex und bekommt ständig Angst, sie hätte etwas falsch gemacht. Im Gegensatz zu Sandi und Tiffany zeigt sie sich aber auch als intelligent und schafft es am Ende sogar, aus ihrem gezwungenen Sozialleben auszubrechen und für sich selbst einzutreten.

#### Einzelgänger

##### Jodie Landon
Jodie ist eine sehr erfolgreiche Schülerin, die an nahezu allen freiwilligen Projekten teilnimmt, die es an der Schule gibt. Sie ist ähnlich intelligent wie Daria und Jane, zeigt aber im Gegensatz zu diesen Führungsqualitäten und passt sich an. Sie ist neben Daria die beste Schülerin der Lawndale High und wird häufig zu Collegebesichtigungen eingeladen. Durch die hohen Erwartungen ihrer Eltern und die Tatsache, dass sie eine der wenigen Afroamerikaner an der Schule ist, steht sie unter hohem Druck. Sie hat Cornrows und trägt meistens eine rosa Bluse mit einem grauen Minirock.

##### Michael „Mack“ Jordan MacKenzie
Mack ist Jodies fester Freund und unterstützt sie, wo es geht. Er ist der einzige Spieler des Footballteams, der weder hochnäsig noch dumm ist.

##### Charles „Upchuck“ Ruttheimer der Dritte
Upchuck ist ein unbeliebter Junge, der auf anstößige Weise mit beliebigen Mädchen flirtet und von niemandem ernst genommen wird. Er hat rote Haare und eine schleimige Stimme.

### Lehrer

#### Timothy O’Neill
Mr. O’Neill ist Darias Englischlehrer und ein typischer „Softie“, der den Selbstbewusstseinskurs leitet und häufig pädagogische Experimente startet, im Glauben, seine Schüler würden sich dadurch besser fühlen. Zudem hat er immense Schwierigkeiten, sich Namen oder Gesichter zu merken. Er ist begeistert von Darias schriftstellerischem Talent und ermutigt sie mehrmals, etwas zu veröffentlichen, wovon diese angesichts der verlogenen Anlässe oder Zwecke nie begeistert ist. Er hat ein kindliches Gesicht und trägt meistens ein rosa Hemd.

#### Anthony DeMartino
Der Geschichtslehrer, Mr. DeMartino, ist genervt und frustriert von seinen dummen, ungebildeten Schülern. Er hat eine sehr raue, laute Stimme und brüllt in jedem Satz einzelne Wörter. Sein rechtes Auge ist angeschwollen und quillt jedes Mal, wenn er die Stimme hebt, hervor.

#### Angela Li
Die Schulleiterin würde notfalls über Leichen gehen, um den Ruf der Schule zu verbessern. Stets spricht sie mit Stolz deren Namen, „Lawndale High“, aus. Ihre korrupte, auf Reputation bedachte Art, die Schule zu führen, bringt sie häufig in Konflikt mit Lehrern oder Schülern. Sie hat einen schwarzen Bob und trägt stets ein graues Kostüm.

#### Janet Barch
Nach einer gescheiterten Ehe hat sie eine Wut auf alle Männer, weswegen sie in ihrem Unterricht männliche Schüler benachteiligt. Sie hat eine schlechte Meinung von allen Männern außer ihrem Kollegen Timothy O’Neill, in den sie sich wegen seiner weichen, empfindlichen Art verliebt und den sie oft stürmisch bis brutal zu küssen anfängt.

#### Claire Defoe
Die Kunstlehrerin der Schule ist eine der Lehrkräfte, mit denen Daria und Jane am besten zurechtkommen. Sie ist von Janes künstlerischem Talent begeistert und versucht sie zu fördern. Miss Defoe hat rotes, welliges Haar und dunkle Augen und trägt ein weites, lilafarbenes Kleid.

### Weitere

#### Tom Sloane
Tom ist ein intelligenter, literarisch interessierter Junge, der aus einer reichen und erfolgreichen Familie kommt. Er geht nicht auf die Lawndale High, sondern auf eine Privatschule, an der er durch den Einfluss seiner Eltern einen Platz bekommen hat. Dennoch ist er stets freundlich und bescheiden. Nachdem seine Beziehung mit Jane gescheitert ist, wird er Darias fester Freund; Daria beendet die Beziehung aber in der letzten Folge.

#### Amy Barksdale
Amy ist Darias Lieblingstante, die in ihrer Jugend ähnliche Probleme hatte wie Daria und dieser auch in Erscheinung und Wortwahl sehr ähnelt. Daria fragt sie oft um Hilfe, wenn sie selbst nicht mehr weiter weiß.

## Veröffentlichung
Die Serie wurde ungefähr zum ursprünglichen Veröffentlichungsdatum auch in Europa auf MTV gesendet. In den USA lief sie später auch auf dem ebenfalls zur Viacom-Gruppe gehörenden Sender Noggin. 2010 erschien die Serie in englischer Sprache komplett auf DVD. In Form von DVD- und VHS-Videos sind außerdem die beiden Fernsehfilme sowie einige einzelne Episoden erschienen. Bei allen Veröffentlichungen auf Kaufmedien wurde die ursprünglich verwendete Musik durch andere ersetzt, vermutlich um Lizenzkosten für die Video-Veröffentlichung zu sparen.
In Deutschland liefen die ersten Daria-Episoden im Jahre 1998 in der Originalfassung auf MTV Germany. Ebenfalls auf MTV Germany wurde die Serie ab 2001 wieder sporadisch auf Deutsch gezeigt. Im Pay-TV wurde Daria mehrmals auf dem damaligen Premiere-Sender K-Toon gezeigt. In der Schweiz lief die Serie zwischen 2001 und 2002 mehrere Male auf SF 2. Es wurden bislang aber nur die ersten 35 Episoden synchronisiert.